# ال کوبره (تاچیرا)

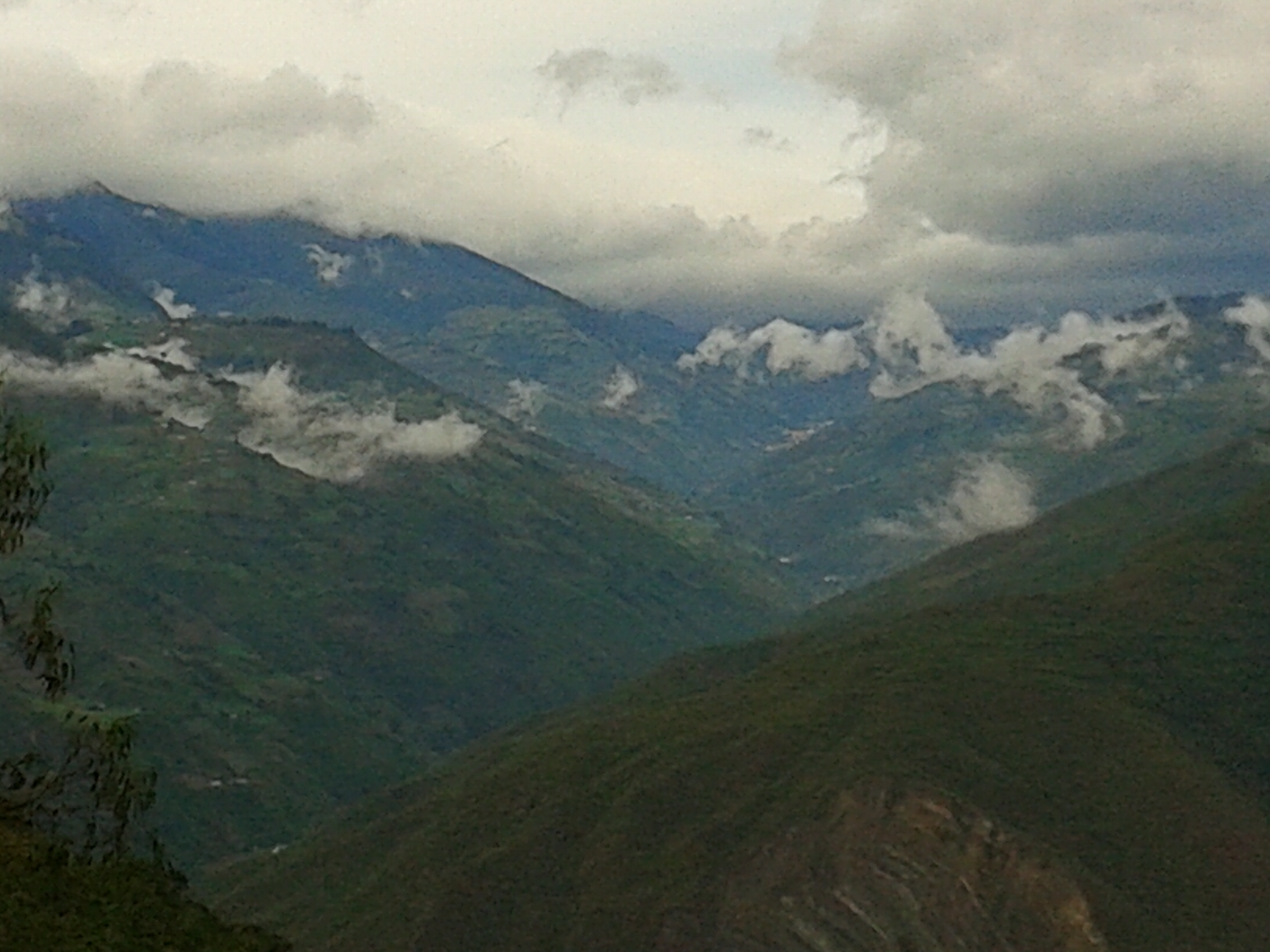
ال کوبره (تاچیرا)

ال کوبره (به اسپانیایی: El Cobre) یک منطقه مسکونی در ونزوئلا است که در José María Vargas Municipality واقع شده‌است. ال کوبره ۲٬۱۰۵ متر بالاتر از سطح دریا واقع شده‌است.